# Podocnemídids
Els podocnemídids (Podocnemididae) són una família de tortugues nadiues de Madagascar i del nord de Sud-amèrica. Aquestes són tortugues pertanyents al grup Pleurodira, la qual cosa significa que no retreuen els seus caps cap enrere, sinó que l'oculten cap als costats. Aquestes tortugues són totes aquàtiques, habitant corrents i rius. Les seves closques són hidrodinàmiques la qual cosa els facilita la natació.

## Taxonomia i sistemàtica
Les podocnemídides han estat tradicionalment unides amb els seus parents vius més propers, els Pelomedusidae, sota aquest últim nom, amb dos grups i es tractaran com subfamílies. Sota aquest esquema, aquest grup és nomenat Podocnemidinae. Alguns autors encara mantenen aquesta classificació, però aquí es prefereix mantenir als dos grups com famílies diferents sota la superfamília Pelomedusoidea.
La família Podocnemididae conté només tres gèneres vivents, dos d'ells monotípics: 
- Erymnochelys - Tortuga de Coll Ocult Malgaix
- Peltocephalus - Tortuga cabuda Amazònica
- Podocnemis - Tortugues xarapes

La família també inclou un bon nombre de gèneres prehistòrics, incloent Albertwoodemys, Bairdemys, Bauruemys, Brontochelys, Caninemys, Carbonemys, Cordichelys, Dacquemys, Lapparentemys, Latentemys, Lemurchelys, Mogharemys, Neochelys, Papoulemys, Peiropemys, Pricemys, Shweboemys, Stereogenys, Turkanemys, Cambaremys, Cerrejonemys, Kenyemys, Roxochelys i Stupendemys. Stupendemys va viure fa prop de 5.5 milions d'anys al nord de Sud-amèrica, i va ser una de les majors tortugues d'aigua dolça i la major pleurodira coneguda avui.